# Pargny-sous-Mureau
Pargny-sous-Mureau è un comune francese di 198 abitanti situato nel dipartimento dei Vosgi nella regione del Grand Est.

## Società

### Evoluzione demografica
Abitanti censiti